# Lista över politiska partier i Kanada
Detta är en lista över politiska partier i Kanada som är representerade i det kanadensiska parlamentet eller något av provinsparlamenten. Partierna är indelade efter ideologi och provins eller territorium. På grund av Kanadas federala struktur är alla konservativa provinspartier självständiga från det federala partiet, liksom liberalerna i vissa provinser. De större partierna i Québec är alla självständiga från sina federala motparter. Graden av samarbete mellan självständiga partier med samma eller liknande ideologi varierar. I de provinser där motsvarande federala och provinsiella parti är två olika organisationer ställer det federala partiets kandidater upp i valen till det federala parlamentet, och det provinsiella i valen till provinsparlamentet. Territorialförsamlingarna i Northwest Territories och Nunavut saknar formella partier, däremot finns partier i Yukon.
| Parlament                 | Socialdemokrater/vänster                          | Liberaler                                  | Konservativa                                                |
| ------------------------- | ------------------------------------------------- | ------------------------------------------ | ----------------------------------------------------------- |
| Federala                  | Bloc Québécois, New Democratic Party of Canada    | Liberal Party of Canada                    | Conservative Party of Canada                                |
| Alberta                   | Alberta New Democratic Party                      | Alberta Liberal Party                      | United Conservative Party                                   |
| British Columbia          | New Democratic Party of British Columbia          | British Columbia Liberal Party             | Conservative Party of British Columbia                      |
| Manitoba                  | New Democratic Party of Manitoba                  | Manitoba Liberal Party                     | Progressive Conservative Party of Manitoba                  |
| New Brunswick             | New Brunswick New Democratic Party                | New Brunswick Liberal Association          | Progressive Conservative Party of New Brunswick             |
| Newfoundland och Labrador | New Democratic Party of Newfoundland and Labrador | Liberal Party of Newfoundland and Labrador | Progressive Conservative Party of Newfoundland and Labrador |
| Nova Scotia               | Nova Scotia New Democratic Party                  | Liberal Party of Nova Scotia               | Progressive Conservative Association of Nova Scotia         |
| Ontario                   | Ontario New Democratic Party                      | Ontario Liberal Party                      | Progressive Conservative Party of Ontario                   |
| Prince Edward Island      | New Democratic Party of Prince Edward Island      | Prince Edward Island Liberal Party         | Prince Edward Island Progressive Conservative Party         |
| Québec                    | Parti Québécois, Québec solidaire                 | Parti libéral du Québec                    | Coalition Avenir Québec                                     |
| Saskatchewan              | New Democratic Party of Saskatchewan              | Saskatchewan Progress Party                | Saskatchewan Party                                          |
| Yukon                     | Yukon New Democratic Party                        | Yukon Liberal Party                        | Yukon Party                                                 |